# نبیل مکنی
نبیل مکنی (انگلیسی: Nabil Makni؛ زادهٔ ۲۹ سپتامبر ۲۰۰۱) بازیکن فوتبال اهل تونس است.
وی همچنین در تیم ملی فوتبال تونس بازی کرده‌است.